# Parlamentswahl in St. Lucia 1964
Die Parlamentswahl in St. Lucia 1964 (englisch General elections) waren die achten Parlamentswahlen in St. Lucia.

## Wahl
Die Wahl fand am 25. Juni 1964 statt. Sieger war die United Workers Party, welche sechs der zehn Sitze errang. Die Wahlbeteiligung lag bei 51,9 %.
| Partei                    | Stimmen | %    | Sitze |
| ------------------------- | ------- | ---- | ----- |
| United Workers Party      | 9.615   | 51.5 | 6     |
| Saint Lucia Labour Party  | 5.617   | 30.1 | 2     |
| Andere Parteien           | 3.436   | 18.4 | 2     |
| Invalid/blank votes       | 933     | –    | –     |
| Total                     | 19.601  | 100  | 10    |
| Registered voters/turnout | 37.748  | 51.9 | –     |
| Source: Nohlen, PDBA      |         |      |       |